# Centromochlus macracanthus
Centromochlus macracanthus är en fiskart som beskrevs av Soares-porto 2000. Centromochlus macracanthus ingår i släktet Centromochlus och familjen Auchenipteridae. Inga underarter finns listade i Catalogue of Life.